# Liste der Werke von Werner Pirchner
Dies ist eine Liste der Kompositionen Werner Pirchners. Die Werknummerierung folgt dem vom Komponisten selbst verfassten Pirchner-Werke-Verzeichnis (PWV), wobei einige Werknummern fehlen. Im Werkverzeichnis, das auf der Website Pirchners zum Download angeboten wird, finden sich dazu folgende Anmerkungen:

"PWV 93-99 wurden nicht verwendet. Werner Pirchner wollte für seine "100 praktischen Kompositionen für Orchester" die PWV-Nummer 100 verwenden und ließ deshalb eine Lücke zwischen PWV 93 und PWV 99."

und

"PWV 111-120 wurden nicht verwendet. Noch wurde nicht das gesamte Werkschaffen Werner Pirchners aufgearbeitet. Es ist denkbar, dass noch bestehende Kompositionsskizzen mit den entsprechenden PWV-Nummern zutage treten werden. Nach dem derzeitigen Wissensstand wurden die PWV-Nummern 111-120 nicht verwendet."

## Orchesterwerke
- Brechreiz für großes Orchester, PWV 5 (1967–70)
- Fünfuhrtee für Jazzorchester, PWV 7 (1978)
- Präludium und Fiasko für Blasorchester, Vibraphon und Gitarre, PWV 9 (1977)
- Klänge für Sinfonieorchester, PWV 9b (1977)
- Kammersinfonie "Soirée Tyrolienne", PWV 16 (1980/84)
- "Firewater Music" aus "Die drei Jahreszeiten" für Brass-Orchester, PWV 22 (1986)
- Shalom? für Streichorchester, PWV 30c (1995)
- Zwentendorf – Wackersdorf… Ein Spaziergang!… nach Tschernobyl! für Flöte, großes Orchester und kritischen Polizeichor, PWV 32 (1988)
- Hundert Praktische Kompositionen für gutes Orchester, 1. Versuchsballon für Kammerorchester, PWV 41 (1989)
- Les oiseaux extraordinaires dansent sur les tours für Jazzorchester, PWV 55 (1992)
- Glück & Glas für Blasorchester, PWV 75 (1995)
- Birthday-Musik mit gutem Orchester für großes Orchester, PWV 80/80c (Neufassung) (1996/2001/02)
- Choräle für Streichorchester, PWV 85 (Musik zur szenischen Aufführung von "Shalom" unter der Regie Hans Hoffers) (1997)
- Wörgler Freigeld für Sinfonieorchester, PWV 89 (1998–2001)
- Toblauch aus "100 praktische Kompositionen für gute Orchester", PWV 90 (1990er)
- 100 praktische Kompositionen für gute Orchester für Streichorchester, PWV 100 (1990er)
- 100 praktische Kompositionen für gute Orchester für Kammerorchester, PWV 101-109 (1990er)
- 100 praktische Kompositionen für gute Orchester, "Aus meinen Komponierhäuschen" für Streicher, PWV 110 (1999)

## Kammermusik
- 10 Weinberg-Stücke für Klavier, PWV 4 (1966–68)
- Adrette Duette für Klavier und ein Soloinstrument, PWV 11 (1989)
- Good News from the Ziller Valley für Violine solo, PWV 12 (1981)
- Do You Know Emperor Joe? für Brass-Quintett, PWV 13 (1982)
- Kleine Messe um C – für den lieben Gott für Kirchenorgel oder Ziachorgel, PWV 14 (1982)
- Streichquartett für Bläserquintett, PWV 15 (1984)
- Von der gewöhnlichen Traurig-keit. Zum Kotzen für Streichquartett, PWV 17 (1984)
- Anstatt eines Denkmals für den Bruder meines Lehrers, der im Krieg, weil er sich weigerte, Geiseln zu erschießen, ermordet wurde für Flöte solo, PWV 18 (1986)
- Sonate vom rauhen Leben für Klavier, zwei Akkordeons und ein Soloinstrument, PWV 19 (1986)
- Solosonate für Bass Vibes, PWV 21 (1986)
- Emigranten-Symphonie für Streichquintett oder "Lanner-Quartett" (zwei Violinen, Viola, Kontrabass), PWV 23 (1987)
- Heimat? für Violine und Klavier, PWV 29a (1987)
- Heimat? für Klaviertrio, PWV 29b (1992)
- Shalom? für Violine solo, PWV 30a (1987)
- Shalom? für Violine und Violoncello, PWV 30b (1992)
- Wem gehört der Mensch…? für Klaviertrio, PWV 31 (1988)
- Aus dem Konzert für zwei Solo-Violinen… ohne Orchester für zwei Violinen, PWV 33 (1988)
- Birthday-Serenade für Klavier, PWV 34 (1988)
- Born for Horn für Hornquartett, PWV 36 (1989)
- Die Bewässerung von Mitteleuropa für Brass-Quintett, PWV 39 (1989)
- Mit FaGottes Hilfe für Fagott solo, PWV 40 (1989)
- Ein Trompeten-Künstler spielt eine freundliche Weise, wird von einem Spitzel denunziert und erhält eine Verwarnung nebst Androhung eines Disziplinarverfahrens im Wiederholungsfalle für Bläseroktett, PWV 42 (1990)
- König-Hirsch-Duette für zwei Posaunen oder Posaune und Tuba, PWV 43 (1990)
- Birthdays für Posaune, Horn und Tuba, PWV 44 (1975)
- Der Dunst des Fusels (1. Fassung) für Violine solo und vier gestimmte Bier- und Weinflaschen, PWV 48 (1990)
- Der Dunst des Fusels (2. Fassung) für Violine, Viola, Violoncello, Kontrabass, Klarinette, Fagott und vier gestimmte Weinflaschen, PWV 48 (2001)
- »L'homme au Marteau dans la Poche« et autres Travaux Appliqués für Brass-Quintett, PWV 52 (1991)
- Feld-, Wald- und Wiesen-Soli für Horn solo, PWV 53 (1991)
- Viertes, fast fertiges Blech-Quintett, PWV 56 (1992)
- Almweiss-Edelrausch & andere Master-Zwios für zwei Trompeten oder Trompete und Flügelhorn oder zwei Klarinetten, PWV 57 (1992)
- Noten für die Pfoten für Klavier, PWV 60 (ca. 1990–2000)
- Heute… war Gestern Morgen. Heute… ist Morgen Gestern für Klaviertrio, PWV 63 (1997)
- Einfach – Zwiefach für Kontrabass solo, PWV 64 (1993)
- Tirol? für zwei Hörner oder Horn und Posaune oder Horn und Tuba, PWV 65 (1993)
- Fünftes, fast fertiges Blech-Quintett, PWV 68 (1994)
- Palmsonntag im Künstlerzimmer für Violine und Horn, PWV 71 (1994)
- Abschied? für Brass-Quartett, PWV 76 (1995)
- Posaunenkonzert für Blech-Quintett oder Der Strich des Radierers, PWV 79a (1996)
- Posaunenkonzert für Posaunenquartett oder Der Strich des Radierers, PWV 79b (2000)
- Versuch über das Fliegen… mit oder ohne Hilfsmittel für Klaviertrio, PWV 83 (unvollendet) (1996 oder 97)
- Hochzeits-Walzer für Streichquartett und diverse andere C-Instrumente, PWV 86 (1997)
- Festliche Trio-Fanfare… &:… Wo ist die Kohle? für drei Trompeten oder zwei Trompeten und Horn, PWV 87 (1998)
- Kommunikations-Choral für Brass-Quintett, PWV 122 (Brass-Arrangement des "11i-Jodlers" aus "Noten für die Pfoten", PWV 60) (2000)
- 3 Klare für Klarinette für Klarinette solo, PWV 128 (2000)

## Jazz-Kompositionen
- Jazz Zwio für Vibraphon und Gitarre (und Schlagzeug), PWV 6 (?)
- Jazzlieder, PWV 8 (1964–1979)

## Lieder
- ein halbes doppelalbum, PWV 1 (1966–73)
- Lieder aus der unvollendeten Oper "Liebe, Glück… und Politik"
  - Two War and Peace Choirs für Chor, Ballett und Orchester, PWV 20 (1986)
  - Holdeste Rose für Tenor, Quartett, Chor und Orchester, PWV 50 (1987)
  - ÜberMorgen? für Kinder- bzw. Schulchor, PWV 50 (1996)
  - One for the Soldier's Song Contest! für gemischten Chor, PWV 50/2 (1996)
  - BumBumBum – NaNaNa! für gemischten Chor, PWV 50/1 (1996)
- Fünf abgelehnte Arien zu Texten von Peter Turrini, PWV 81 (1996)
- Eröffnungsfanfare nach Franz Xaver Schreihals, dem Jüngeren für Schulchor inkl. humorvoller Lehrperson, PWV 126 (2000)

## Schauspielmusik
- Kaiser Joseph und die Bahnwärterstochter, PWV 25 (1982)
- Geschichten aus dem Wiener Wald, PWV 26 (1987)
- Der Sturm, PWV 27 (1988)
- Kein schöner Land, PWV 28 (auch "Heimat", PWV 29a und "Shalom?", PWV 30a) (1988)
- Die Gespenstersonate, PWV 35 (1988)
- Kindertheater-Musik, PWV 37 (1989)
- Ein Jedermann, PWV 47 (1991)
- Die wilde Frau, PWV 51 (1991)
- Das wunderbare Schicksal, PWV 58 (1992)
- Jedermann, PWV 70 (1995–2001)
- Krach im Hause Gott, PWV 73 (1994)
- Die letzten Tage der Menschheit, PWV 77 (1995)
- Musik zur szenischen Aufführung von "Shalom" unter der Regie Hans Hoffers (Choräle für Streichorchester, PWV 85) (1997)
- Schneeweißchen und Rosenrot und fünf andere Theatermusiken (1968–1970)

## Ballette
- König Ödipus in der Choreographie Hans Kresniks, PWV 38 (1989)
- Der Weibsteufel, PWV 54 (1991)

## Filmmusik
- Der Untergang des Alpenlandes Part One, PWV 2 (1974)
- Faces of Europe, PWV 3 (1966)
- Die anachronistische Revolution (Stück: 12-Ton- und andere Experimente), PWV 10 (1969–70)
- Das rauhe Leben und Nouvelle Vague (Stück: Sonate vom rauhen Leben, PWV 19; bei "Das rauhe Leben" auch Bearbeitung für zwei Akkordeons, PWV 24 [1987]) (1986)
- Mirakel, PWV 45 (1991)
- Austria – A Whole World, PWV 46 (1991)
- Paradiso del Cevedale, PWV 59 (1992)
- Die Langsamkeit des Reisens, PWV 67 (1996)
- Weissenthaler (Stück: Fünftes, fast fertiges Blech-Quintett, PWV 68) (1994)
- Feuernacht und Komplott, PWV 72 (1994)
- Untersuchung an Mädeln, PWV 91 (1999)
- Durch die wilden Alpen, PWV 127 (2000)

## Hörspielmusik
- Fünfuhrtee für Jazzorchester, PWV 7 (1978)
- Tausend Masken - kein Gesicht (Stück: Klänge für Sinfonieorchester, PWV 9) (1977)
- 3 Deka Ö-1-Radio-Signations, PWV 66a (Collage von versch. Signations, unvollendet) (1997)
- 24 Stunden – Ö1 Hörspiel, PWV 69 (1995)

## Signations und Fanfaren
- Freizeit in Tirol, PWV 49 (für Radio Tirol) (?)
- Sound Design für das Kultur-Radio Österreich 1, PWV 66 (1993–94)
- Radio Tirol, Ein Radio-Sound-Design, PWV 88 (unvollendet) (1998)
- Intrada für 4, 5, 6 oder mehr SuPercussionisten, PWV 92 (1999)
- Telekom Signations für Brass-Quintett, PWV 121 (2000)
- Neue Signations für ROI (Radio Österreich International), PWV 123 (2000)
- Neue Wiener Festwochenfanfare, PWV 124 (2000)
- Glas-Countdown, PWV 125 (Countdown zur "Neuen Wiener Festwochenfanfare", PWV 124) (2000)

## Sonstiges
- Winzige Werke, PWV 62 (unvollendet) (?)
- Knoblauch meets Garlic, PWV 74 (unvollendet) (?)
- Die Insel der Seligen, PWV 78 (?)
- Der anwesende Komponist (mit offenem Hemd und Turnschuhen) biß dem begeistert applaudierenden Publikum genüßlich etwas auf seinem Kaugummi vor, PWV 82 (Aktionskomposition nach einem Zitat aus der Wiener Zeitung vom 9. April 1986) (1986)
- Postbares aus Meisterhand, PWV 84a (Brief) (?)
- Aktion Künstler helfen Kritikern, PWV 84b (Brief) (?)
- Der Untergang des Alpenlandes Part One (Film) (1974)
- Die Geschichte vom Zuckerl, von der Prinzessin und von der absahnenden Creme (Film) (1975)